# Margattea trispinosa
Margattea trispinosa (лат.) — вид тараканов рода Margattea из семейства Ectobiidae (в составе подсемейства Pseudophyllodromiinae или в отдельном семействе Pseudophyllodromiidae). Китай.

## Распространение
Встречается в Китае (Butterfly Valley, Honghe, Юньнань).

## Описание
Тело небольшое (около 1 см), желтовато-коричневое. От близких видов может быть отличим по следующим признакам: срединный фалломер с тремя шиповидными склерипами; грифельки (styli) конические; межгрифельковая область почти усечена, не образует выступа; передневентральный край переднего бедра типа B3. Расстояние между глазами широкое, больше половины межоцеллярного расстояния. Пятый нижнечелюстной пальмомер расширен, третий и четвёртый пальмомер оба длиннее пятого. Переднеспинка субэллиптическая, шире длины, диск обычно с симметричными макулами и полосами. Надкрылья и задние крылья полностью развиты. Таксон был впервые описан в 1958 году. Валидный статус вида был подтверждён в 2024 году китайскими энтомологами из Southwest University (Чунцин, Китай).